# لشنلو
لشنلو هي قرية في مقاطعة أرومية، إيران. يقدر عدد سكانها بـ 125 نسمة بحسب إحصاء 2016.